# مقاطعة كروتوني

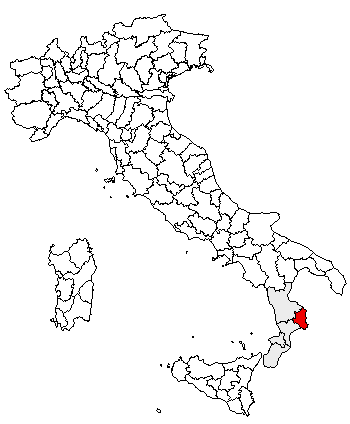
موقع مقاطعة كروتوني

مقاطعة قطرونة أو (نقحرة: كروتوني)  (بالإيطالية: Provincia di Crotone)‏ هي مقاطعة إيطالية بإقليم قلورية. أُنشأت في عام 1996 بفصلها عن مقاطعة قطنصار. عاصمتها مدينة قطرونة.
يبلغ مجموع سكانها 172970 نسمة، ومساحتها 1717 كيلومتر مربع، وبها 27 بلدية.
تطل شرقاً على البحر الأيوني، وتحدها من الشمال الغربي مقاطعة كُزِنسة، ومن الجنوب الغربي مقاطعة قطنصار.

## أعلام
- علج علي باشا